# Chrysodeixis plesiostes
Chrysodeixis plesiostes är en fjärilsart som beskrevs av Claude Dufay 1982. Chrysodeixis plesiostes ingår i släktet Chrysodeixis och familjen nattflyn. Inga underarter finns listade i Catalogue of Life.